# Бжозовский, Дариуш
Дариуш «Дарай» Бжозовский (пол. Dariusz "Daray" Brzozowski; род. 30 января 1980 года) — польский музыкант, ударник. Бжозовский ранее играл в таких группах как Vader, Black River, Masachist, Neolithic, Sunwheel и Pyorrhoea. На данный момент он является участником групп Vesania и Dimmu Borgir.

## Дискография
- Vesania — «reh.» (1998, демо)
- Vesania — «Promo 1999» (1999, демо)
- Pyorrhoea — «Pyorrhoea Promo» (2002)
- Vesania — «Wrath ov the Gods / Moonastray» (2002, сплит с Black Altar)
- Neolithic — «Team 666» (2003)
- Vesania — «Firefrost Arcanum» (2003)
- Vader — «Beware the Beast» (2004)
- Pyorrhoea — «Desire for Torment» (2004)
- Sunwheel — «Monuments of the Elder Faith» (2004)
- Vader — «The Beast» (2004)
- Vesania — «God the Lux» (2005)
- Vader — «Night of the Apocalypse» (2005)
- Vader — «The Art of War» (2005)
- Vader — «Impressions in Blood» (2006)
- Vader — «…And Blood Was Shed in Warsaw» (2007)
- Vesania — «Distractive Killusions» (2007)
- Vader — «V.666» (2008)
- Black River — «Black River» (2008)
- Vesania — «Rage Of Reason» (сингл) (2008)
- Dimmu Borgir — «Abrahadabra» (2010)
- Imperial Age — «Warrior Race» (2014)
- Vesania — «Deus Ex Machina» (2014)
- Maze of Feelings — «Maze of Feelings» (2018)
- Dimmu Borgir — «Eonian» (2018)